# Chleb (berg)
De Chleb is een berg in Slowakije. Het is de op twee na hoogste piek van de Kleine Fatra, 1645,6 meter boven de zeespiegel.
De Chleb is gelegen in het oostelijk deel van de Kleine Fatra, de zogeheten Krivánska Malá Fatra, in de nabijheid van de bergen de Veľký Kriváň en Poludňový grúň. 
Een groot deel van de Chleb is beschermd natuurgebied. De noordelijke helling heeft karakteristieke vormen, veroorzaakt door vroegere aardverschuivingen. De top is bereikbaar via wandelpaden en op het zuidelijke deel van de top bevindt zich een berghut, het Chata pod Chlebom. Omdat er tot in de lente sneeuwresten liggen heeft de Chleb een zekere populariteit bij skiërs. Er ligt daartoe een kabelbaan.